# Пяйве (железнодорожная станция)
Пяйве — железнодорожная станция (тип населённого пункта) в Кольском районе Мурманской области. Входит в сельское поселение Тулома.
Пяйве — узловая станция. От западной горловины станции Пяйве начинается ответвление на железнодорожную станцию Килп в населённом пункте Килпъявр. Расстояние от станции Пяйве до станции Килп — 15 километров.

## Население
| 2002 | 2010 |
| ---- | ---- |
| 161  | ↘54  |

Численность населения, проживающего на территории населённого пункта, по данным Всероссийской переписи населения 2010 года составляет 54 человека, из них 29 мужчин (53,7 %) и 25 женщин (46,3 %).

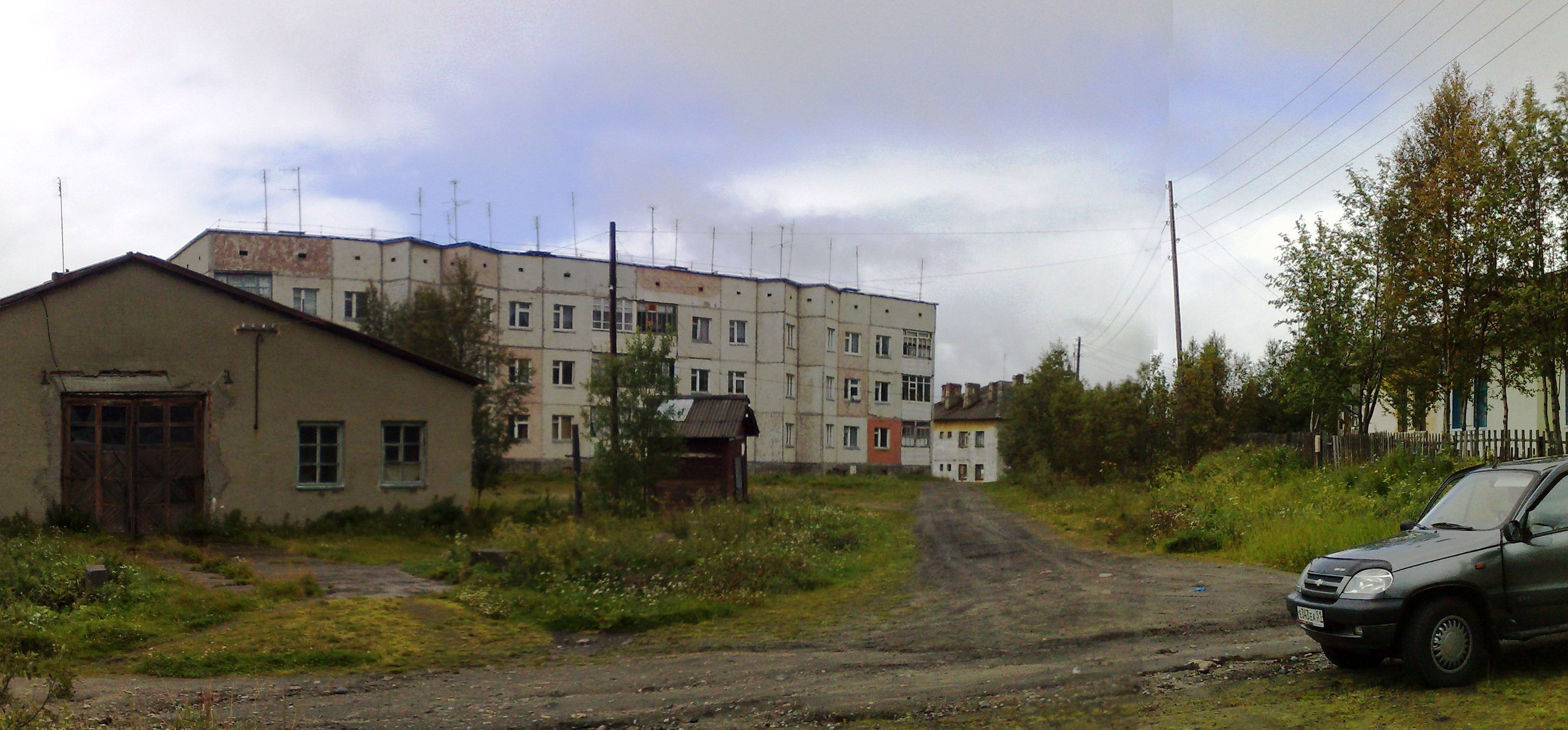
Жилой дом в Пяйве